# 기지초등학교
기지초등학교는 대한민국 충청남도 당진시에 있는 공립 초등학교이다.

## 학교 연혁
- 1938년 8월 15일 송악기지공립심상소학교 개교
- 1941년 4월 1일 송악기지공립국민학교로 변경
- 1949년 12월 31일 기지국민학교로 개칭
- 1957년 3월 1일 본당분교장 설치
- 1971년 3월 1일 본당국민학교 승격분리
- 1982년 3월 1일 병설유치원 개원
- 1996년 3월 1일 기지초등학교로 변경
- 2000년 3월 1일 본당초등학교 본교로 통폐합
- 2017년 2월 28일 병설유치원 폐원
- 2024년 2월 7일 제 82회 졸업 300명 (총11511명)
- 2024년 3월 1일 74학급 (특수학급3학급)

## 참고 자료
- 기지초등학교 - 한국교육학술정보원 학교알리미